# Nederlandse machine- en apparatenfabriek
De Nederlandse machine- en apparatenfabriek (NEVA) was van 7 augustus 1945 tot 1969 een fabrikant gevestigd in Vaals van karren en wagens voor lokaal goederentransport, intern transport voor industriële toepassingen en onderstellen voor trailers en caravans. Oprichter was Winandus Vluggen.
Het bedrijf was bekend vanwege de productie van de gemotoriseerde driewieler "de IJzeren hond" die werd gebruikt door groentemannen, melkboeren en posterijen. Daarnaast maakte het industriële wagens en zwaarlastaanhangers voor intern transport.

## Faillissement en doorstart
Nadat de vraag naar onder meer dumpers en karren voor de Limburgse mijnbouw was weggevallen, maakte de NEVA enkele moeilijke jaren door. Het bedrijf moest in 1969 faillissement aanvragen. De activa werden gekocht door de handelsmaatschappij Konijnenburg BV, die de activiteiten van NEVA met hetzelfde team en op dezelfde locatie voortzette onder de naam "Vlukon". Vlukon is een samenvoeging van de eerste drie letters van de achternamen van de oprichters van beide bedrijven om de krachtenbundeling van de families Vluggen en Van Konijnenburg te benadrukken.